# Aftermath Records
Aftermath Entertainment fue fundado por Dr. Dre en 1996. Originalmente Dre fue copropietario de Death Row Records con Suge Knight, pero dejó el sello en 1996. Aftermath distribuye su material mediante Interscope Records, una división de Universal Music Group.
Aftermath ha basado su gran éxito en tres superestrellas como son Eminem y 50 Cent and Gunsize

## Roster Actual

### Artistas
Dr. Dre - Productor y rapero que fundó Aftermath Entertainment después de dejar Death Row. Bajo su propio sello, Dre sacó a la luz el gangsta rap álbum 2001. Dr. Dre mantiene a flote el triunfo de la discográfica gracias tanto a Eminem como a 50 Cent.
Eminem - Nacido en St. Joseph, Misuri pero criado en Detroit, Eminem llegó a ser el rapero más famoso del sello de D.Dre. Con 5 álbumes y una película, Eminem se ha convertido en una leyenda del rap. El artista también creó su propio sello, Shady Records. 
50 Cent - Originario de Queens, artista base con el que pegaron un pelotazo Eminem y Dr. Dre, dando otra vuelta de tuerca más a la empresa y relanzándola más aún con el rompedor Get Rich or Die Tryin, considerado ya uno de los clásicos. Dio continuación con The Massacre.al año publicó la OST del film Get Rich Or Die Tryin, después en el 2007 publicó Curtis, siendo este álbum uno de los más vendidos en los múltiples álbumes de 50, actualmente está preparando Black Magic.
Busta Rhymes - Rapero de New York que previamente anduvo en J Records. Busta Rhymes, al igual que Eminem, posee su propia discográfica, Flipmode Records, y también es miembro del grupo Flipmode Squad. 
Stat Quo - Desde Atlanta llega este rapero que ha recogido los frutos de su trabajo con el sencillo Like Dat. Está preparando su álbum Statlanta. Es el primer artista de southern rap en firmar con Aftermath y Shady Records. 
Eve - Artista de Philadelphia que previamente pasó por Ruff Ryders. Actualmente prepara su próximo trababjo para Aftermath Entertainment. 
Bishop Lamont - Nacido en Inglewood, Bishop conoció a Dr. Dre después del ensayo de un video para The Game. El rapero estaba haciendo un mixtape en el momento de encontrarse con Dre, quien tras oír posteriormente el mixtape inmediatamente le incluyó en su plantilla.
G.A.G.E. - Una de las últimas adquisiciones de Aftermath. Desde Filadelfia, G.A.G.E. prepara su debut guiado del más grande, Dr. Dre.
Marsha Ambrosious - Firmada después de aparecer en el álbum de The Game. La única artista de R&B que actualmente hay en la disquera.
Dion - Cantante frecuentemente colaborador con Hi-Tek, este nativo de Cincinnati es la incorporación más reciente del sello. Dion ha contribuido vocalmente en "Runnin" de The Game, "Twist Your Body" de 213, "Scent of a Woman" de Xzibit y "Ryder Music" de 50 Cent.
Kendrick Lamar - su más reciente contratación y exitosa.

### Productores
Scott Storch - Scott Storch fue aprendiz de Dr. Dre, con el que coprodujo varios temas. Ahora es un super productor, dando vida a los últimos hits de 50 Cent, Beyoncé o Fat Joe. Recordemos que era el encargado de tocar el piano en los comienzos de The Roots.
Focus - Firmado por Aftermath después de demostrar su trabajo con artistas del pop del calibre de N'Sync, Pink o la cantante de R&B Christina Milian. Ahora su cometido es cambiar el chip y ofrecer una versión diferente de su trabajo en el pasado. Focus has producido instrumentales para The Game, Cam'ron, Tony Yayo y Al-Gator. 
Mel-Man - Descubierto gracias a una demo, Mel-Man es la mano derecha de Dr. Dre en el estudio. Mel-Man coprodujo el 2001, álbum de Dr. Dre, y ha contribuido en la OST de The Wash.
Mike Elizondo - Bajista y coproductor para Dr. Dre. Aparte de trabajar de cerca con la plantilla de Aftermath, Elizondo también fue contratado por Fiona Apple para trabajar en su álbum. Actualmente está envuelto en el proyecto del álbum “Detox”.

## Antiguos miembros de Aftermath Records
- Truth Hurts
- The Firm
- Hittman
- Rakim
- RBX
- Joe Beast
- Brooklyn
- Shaunta
- King T
- RC
- Last Emperor
- Ms. Roq
- Dawn Robinson
- The Game
- Joell Ortiz

## Sellos Afiliados
- Shady Records
- G-Unit Records
- Flipmode Records